# 파양군
파양군(鄱陽郡)은 후한말 손권에 의해 신설된 중국의 옛 군으로 지금의 장시성 포양호 이서 상라오 시, 징더전 시, 잉탄 시 일대를 통치했다.

## 오, 서진
210년(후한 헌제 건안 15년), 손권이 예장군 서부지역을 파양군으로 분리되었다. 225년(오 손권 황무 4년)부터 227년(오 손권 황무 6년)까지 팽기가 반란을 일으켰다. 280년(진 무제 태강 원년), 서진이 오나라를 멸망하면서 서진의 치하로 들어갔고 서진대에는 8현 6,100호를 거느렸다. 290년(진 혜제 영희 원년) 강주가 신설되면서 강주의 속군이 되었다.
| 현명   | 한자   | 대략적 위치                             | 비고                                                                                      |
| ------ | ------ | --------------------------------------- | ----------------------------------------------------------------------------------------- |
| 광진현 | 廣晉縣 | 상라오 시 포양 현 북 석문가진(石門家鎭) | 280년 광창현(廣昌縣)에서 지금의 이름으로 개명되었다.                                      |
| 파양현 | 鄱陽縣 | 상라오 시 포양 현                       | 245년(오 손권 적오 8년), 포양 현 북동에 있던 치소를 오예의 고성이 있던 지금위치로 옮겼다. |
| 낙안현 | 樂安縣 | 상라오 시 더싱 시 동북                  |                                                                                           |
| 여한현 | 餘汗縣 | 상라오 시 위간 현                       |                                                                                           |
| 교양현 | 鄡陽縣 | 상라오시 포양현 서북, 포양호 안         |                                                                                           |
| 역릉현 | 曆陵縣 | 주장 시 두창현 남 포양 호 안            | 본래 역양현(曆陽縣)이었으나 280년이후 지금의 이름으로 개명되었다.                         |
| 갈양현 | 葛陽縣 | 상라오 시 이양현 익강진(弋江鎭)         |                                                                                           |
| 진흥현 | 晉興縣 | 잉탄 시 구이시시 서                     |                                                                                           |

## 남조
유송대에는 6현 3,242호 10,950명을 거느렸으며 태수가 군을 통치했다. 양나라시기 오주(吳州)로 분리되었다.
| 현명   | 한자   | 직위       | 대략적 위치 | 비고 |
| ------ | ------ | ---------- | ----------- | ---- |
| 광진현 | 廣晉縣 | 현령(縣令) | 변화없음    |      |
| 파양현 | 鄱陽縣 | 후상(候相) | 변화없음    |      |
| 여한현 | 餘汗縣 | 현령(縣令) | 변화없음    |      |
| 상요현 | 上饒縣 | 남상(男相) | 상라오 시   |      |
| 갈양현 | 葛陽縣 | 현령(縣令) | 변화없음    |      |
| 낙안현 | 樂安縣 | 남상(男相) | 변화없음    |      |

## 수
진나라때 오주가 폐지되었고, 수나라가 진나라를 멸망시킨 이후 주현제가 실시되면서 요주(饒州)가 설치되었다가 수양제시기 군현제가 실시되면서 복구되었다. 3현 10,102호를 거느렸다.
| 현명   | 한자   | 대략적 위치       | 비고                                                                                                   |
| ------ | ------ | ----------------- | --- |
| 파양현 | 鄱陽縣 | 상라오 시 포양 현 | |
| 여간현 | 余幹縣 | 상라오 시 위간 현 | |
| 익양현 | 弋陽縣 | 상라오 시 이양 현 | 600년(수 문제 개황 20년) 갈양현(葛陽縣)에서 지금의 이름으로 개명되었다. 현 경내에 익수(弋水)가 흘렀다. |

## 당 이후
상라오 시#역사참조.